# Oleg Chestikov
Oleg Chestikov (1997) es un deportista ruso que compite en triatlón. Ganó una medalla de oro en el Campeonato Mundial de Triatlón de Invierno de 2025.

## Palmarés internacional
| Campeonato Mundial | Campeonato Mundial | Campeonato Mundial | Campeonato Mundial |
| Año                | Lugar              | Medalla            | Prueba             |
| ------------------ | ------------------ | ------------------ | ------------------ |
| 2025               | Cogne (Italia)     | Medalla de oro     | Individual         |